# Татары в Литве
Татары в Литве — этническое меньшинство в стране. По данным переписи населения, в 2011 году их было 2793 человека, или 0,09 % населения.

## История

### Происхождение
Литовские татары являются потомками тюркских и монгольских племен. Их предки были выходцами из Золотой Орды и Большой Орды (нижнее Поволжье), а также Крымского ханства. Татары принадлежали к разным этническим группам и говорили на кыпчакских языках. Татарское население Литвы живет в окружении других наций и религий и утратило родной язык в 16 веке. Однако татары сохранили свою этническую культуру, национальную и религиозную идентичность. Большинство литовских татар — мусульмане-сунниты. Мусульманский духовный центр Литвы, или Муфтият, был восстановлен в 1998 году. Литовско-татарские мечети действуют в Нямежисе, деревне Кетурясдяшимт Тоторю, Райжяй и Каунасе. До войны в Литве было шесть мечетей. Два из них уничтожены. Мечеть в Винкшнупяй, Вилкавишкского уезда, была разрушена во время Второй мировой войны, а Лукишкская мечеть в Вильнюсе была разрушена в советское время. Считается, что в разное время в Великом княжестве Литовском было около 60 литовско-татарских мечетей или молитвенных домов.

### Въезд на территорию Литвы
В 14 веке Великое княжество Литовское занимало огромные территории. На востоке она граничила с татарскими землями. Два народа общались друг с другом, гонцы ханов посещали тогдашнюю столицу Тракай. Первые татары попали в Великое княжество Литовское в качестве союзников в боях с крестоносцами уже во время правления великого князя Гедимина в 1319—1320 гг.
Витовт Великий привел первых татар в Великом княжестве Литовском после походов 1397—1398 годов в днепровские и донские степи вместе с ханом Тохтамышем, пытавшимся с литовской помощью вернуть свое Золотоордынское ханство. Затем татары поселились в Тракае и его окрестностях. Самые ранние поселения располагались вдоль реки Воке.
15 июля 1410 года отряд татар участвовал в знаменитой Грюнвальдской битве вместе с великим князем Витовтом.
После битвы при Клецке в 1506 году ряд татарских пленников поселились в частных имениях, городах или деревнях литовских дворянских родов, таких как князья Острожские, Радзивиллы и другие. В 17 веке в Биржайском княжестве образовалось несколько татарских поселений. Последний хан Большой Орды (нижнее Поволжье) Шейх-Ахмед был взят в заложники и содержался в дипломатических целях в Великом княжестве Литовском со значительным конвоем в течение 20 лет. Он был освобожден в 1527 году, но члены его семьи остались в Великом княжестве Литовском и стали основателями нескольких местных родов татарских князей и мирз. В Лукишкесе — пригороде Вильнюса — татары поселились не ранее середины 16 века.
В Литве татарская знать жила в основном в деревнях-усадебах (околицах) или усадьбах. Татары, принадлежавшие великому князю Литовскому, получили от него по наследству земли. Татары были обязаны нести военную службу и имели некоторые дополнительные повинности. Они также служили курьерами, почтальонами, гвардейцами и дорожными рабочими. Татары, как и бояре, пользовались правом землевладения, но не имели политических прав.
Татары были освобождены от государственных налогов, поскольку несли военную службу в обмен на земли, которыми владели. Те, кто не проходил военную службу, должны были платить подушную подать и другие налоги, когда это было нужно государству. Земля и поместья даровались частным лицам за хорошую службу.
В Великом княжестве Литовском основной деятельностью татар была служба на военной и дипломатической службе. Флаг являлся административно-территориальной и налоговой единицей татарской общины. Его возглавил князь (Улан). Первоначально татарские знамёна были и воинскими частями, которые позднее сформировали Полки Фронтовой гвардии Великого княжества Литовского.
В городской местности незнатные татары занимались садоводством, кожевенным производством, коневодством, транспортом.
Татары сохранили свои права после Третьего раздела Речи Посполитой в 1795 году, когда земли ВКЛ вошли в состав Российской империи. Доказав свое благородство, татары служили на военной службе и в управлении. Те, кто не мог доказать свое дворянство, жили на подворьях и платили подушный налог.
Татары служили в Российской императорской армии и до 1803 г. здесь был отдельный Литовско-татарский полк. Часть татар участвовала в походе Наполеона на Россию в 1812 г., восстаниях 1831 и 1863 гг., поддерживала национально-освободительное движение Литвы.
С конца 17 века до середины 20 века до 50 генералов литовско-татарского происхождения служили в армиях Великого княжества Литовского, Царства Польского и Российской империи.
Сохраняя верность стране, ставшей их второй родиной, литовские татары участвовали во всех войнах Великого княжества Литовского и восстаниях 1794, 1831 и 1864 годов, а также в борьбе Литвы за независимость в 1918—1920 годах. Высокопоставленный литовско-татарский офицер полковник Александрас (Сулейманас) Халецкий был одним из основателей восстановленных литовских вооруженных сил.

### XX век
Со временем перед литовскими татарами открылись новые профессии. С конца 19 века до начала 20 века были татарские врачи, ученые, художники и практики свободных искусств. Некоторые из них стали всемирно известными.
В начале 20 века стали создаваться татарские национальные организации. В 1909 г. в Вильнюсе была создана община мусульман Литвы. В 1917—1923 годах в Петрограде действовал Татарский союз Польши, Литвы, Белоруссии и Украины. С 1923 по 1936 год здесь действовало Каунасское татарское общество Литвы. Отдел Культурно-просветительского союза польских татар, действовавший в оккупированной Польшей восточной Литве в 1925—1940 гг., издавал научную, религиозную и художественную литературу, а в 1934—1939 гг. в Вильнюсе печаталась газета «Жице татарские». В 1929—1940 годах здесь находился Татарский национальный музей, с 1931 года — архив, а с 1934 года — Кружок молодежи.
28 декабря 1925 г. был основан мусульманский религиозный центр — Виленский муфтият (возглавляемый муфтием Йокубасом Шинкявичюсом). В 1936 г. татарская община была признана автокефальной религиозной общиной. Кроме того, в составе 13-го Виленского уланского полка была создана татарская воинская часть. В межвоенный период в Литве проживало около тысячи литовских татар. Еще десять тысяч членов этой общины жили за пределами Литвы, в Польше и Белоруссии. В Литве было два мусульманских прихода с центрами в Каунасе и Райжяй. В 1930 году по случаю 520-летия Грюнвальдской битвы в Каунасе, временной столице Литвы, была открыта новая кирпичная мечеть. Она получила значительную поддержку со стороны тогдашнего литовского правительства.
В конце 1939 г. мусульманские приходы существовали в Райжяй (Алитусский уезд), Винкшнупяй (Вилкавишский уезд), деревне Сорока Татар (Виленский уезд) и Нямежисе (Вильнюсский уезд). После присоединения Литвы к СССР в 1940 году татарские организации были закрыты.

### Современная Литва
Литовское общество татарской культуры было создано в 1988 году. Его целью было координировать общественную жизнь татар в Литве, восстанавливать молитвенные дома и развивать татарскую культуру. В настоящее время в Литве насчитывается около 20 общественных организаций (ассоциаций) литовских татар.
В 1995 г. выходит газета «Литовские татары» на литовском, русском и польском языках.
Союз литовско-татарских общин был основан в 1996 году. Его деятельность включает в себя развитие, изучение и распространение информации о литовско-татарской культуре. Союз организует мероприятия и поддерживает связи с государственными и муниципальными учреждениями, а также родственными организациями литовских татар в Польше и Беларуси и Меджлисом крымскотатарского народа (национальным парламентом).
В 2009 году был создан Фонд строительства памятника Витовту Великому, целью которого является увековечение исторической памяти и сохранение культурного наследия.
В Литве также есть несколько воскресных школ.
Восстановление литовско-татарского фольклора началось с создания в 1997 году первого фольклорного ансамбля «Алие». В 2011 году в Вильнюсе был основан литовско-татарский фольклорный ансамбль «Илсу» (Родина). Фольклорный коллектив «Эфсане» (Легенда) основан в 2018 году. Они пропагандируют и представляют публике традиционную культуру литовских татар и других тюркских народов.
Постоянная экспозиция музея Тракайского замка также знакомит с увлекательной историей литовских татар.

## Численность и доля

### Переписи населения
Численность и доля татар по данным переписи населения за эти годы:
|      | Численность | %    |
| 1959 | 3 020       | 0.13 |
| 1970 | 3 454       | 0.11 |
| 1979 | 3 984       | 0.11 |
| 1989 | 5 135       | 0.13 |
| 2001 | 3 235       | 0.09 |
| 2011 | 2 793       | 0.09 |

Численность татар по данным переписи населения за эти годы, по уездам:
|                     | 2001  | 2011  |
| ------------------- | ----- | ----- |
| Литва               | 3 235 | 2 793 |
| Алитусский уезд     | 462   | 408   |
| Вильнюсский уезд    | 1 678 | 1 517 |
| Каунасский уезд     | 303   | 249   |
| Клайпедский уезд    | 259   | 215   |
| Мариямпольский уезд | 28    | 21    |
| Паневежский уезд    | 35    | 39    |
| Таурагский уезд     | 9     | -     |
| Тельшяйский уезд    | 39    | 35    |
| Утенский уезд       | 346   | 233   |
| Шяуляйский уезд     | 76    | 70    |

Доля татар по данным переписи населения за эти годы, по уездам (в %):
|                     | 2001  | 2011  |
| ------------------- | ----- | ----- |
| Литва               | 0.092 | 0.091 |
| Алитусский уезд     | 0.246 | 0.258 |
| Вильнюсский уезд    | 0.197 | 0.187 |
| Каунасский уезд     | 0.043 | 0.040 |
| Клайпедский уезд    | 0.067 | 0.063 |
| Мариямпольский уезд | 0.014 | 0.012 |
| Паневежский уезд    | 0.011 | 0.015 |
| Таурагский уезд     | 0.006 | -     |
| Тельшяйский уезд    | 0.021 | 0.023 |
| Утенский уезд       | 0.186 | 0.153 |
| Шяуляйский уезд     | 0.020 | 0.023 |

## Культура
Литовские татары сохранили свои кулинарные традиции. Самое известное татарское блюдо в Литве и за ее пределами — стослойный пирог с маковой начинкой «Шимталапис». Есть также известные литовско-татарские пельмени с бараниной и говядиной, тыквенный пирог с мясом (традиционно с гусями), обрядовые круглые лепешки (джама) и сладкая халва.

## Известные представители
- Матвей Сулькевич — генерал-лейтенант Российской Империи.
- Адас Якубаускас — предприниматель, журналист, политический деятель Литвы.
- Юозас Вильчинскас — инженер, зарубежный общественный и политический деятель.
- Менсаид Байрашевский — учёный, историк, общественно-политический деятель.